# MR-UR-100 Sotka
MR-UR-100 Sotka是蘇聯在1978到1993研發並部署的多目標重返大氣層載具彈頭洲際彈道飛彈。它的北約代號為SS-17奔馬，蘇聯產業代號為15A15，它的另一個編號為UR-100MR。